# Metroid Prime: Trilogy
A Metroid Prime: Trilogy belsőnézetes akció-kalandjátékok összeállítása, amit a Retro Studios fejlesztett, és a Nintendo adta ki a Wii konzolra. Ez tartalmaz három Metroid játékot: Metroid Prime-ot, Metroid Prime 2: Echoest és a Metroid Prime 3: Corruptiont. A Prime-ot és az Echoest, amiket eredetileg GameCube-ra fejlesztettek, felújították a Corruptionben bemutatkozott új funkciókkal – például az új irányítási rendszer a Wii Remote és a Nunchuk alapján, vagy a WiiConnect24 által támogatott új credit rendszer.
Az összeállítást a Nintendo 2009 májusában jelentette be és Észak-Amerikában 2009 augusztusában adták ki, majd ugyanennek az évnek szeptemberében Európában, majd októberben Ausztráliában. Japánban nem jelent meg, mert a Prime és az Echoes portjait önállóan adták ki a New Play Control! sorozat részeként a régióban. 2010 januárjában a Nintendo megszüntette az összeállítás terjesztését Észak-Amerikában és Ausztráliában.
A Metroid Prime: Trilogyt elismerték a kritikusok, dicsérve az új irányítást, a felújított prezentációt, az Eredményrendszert és a teljes érteket. 2015 januárjában újra kiadták digitálisan a Wii U Nintendo eShopjában.

## Tartalom
A Metroid Prime: Trilogy egy videójáték-összeállítás, ami tartalmazza egyetlenegy lemezen a Metroid Prime-ot (2002), a Metroid Prime 2: Echoest (2004) és a Metroid Prime 3: Corruptiont (2007) – az első két Prime játék eredetileg a GameCube konzolra jött ki. A Prime és az Echoes Wii-re felújított változatai – amiket külön kiadták Japánban, a New Play Control! sorozat részeként – a Corruptionben bemutatkozott Wii Remote-os irányítási rendszert használják. A „Spring Ball” (ami által Samus labdaformában is ugorhat) képesség a Corruptionből, szintén belekerült az első két játékba. A többi frissítések közzé tartoznak a rövidebb töltési idők, „bloom lighting” effektek, a felújított textúrák és a 16:9-es képernyős képesség; ugyanakkor a HUD még mindig az eredeti képarányban jelenik meg, ami horizontális nyújtást okoz szélesképernyő módban.
A Corruption díjrendszerét, szintén belerakták az első két játékba. A játékosok szerezhetnek crediteket bizonyos feladatok teljesítéséért, hogy azok által a játékosok hozzáférhetnek különféle rajzalkotásokhoz, zenékhez, egy képernyő felvevő funkcióhoz, dekokrációkhoz Samus hajójának a Corruptionben és a Prime „Fusion Suit”jához, amit ki lehetett nyitni, ha a Game Boy Advance által össze lett kapcsolva a Metroid Fusion a Metroid Prime-al. A crediteket meg lehet osztani a Wii-n regisztrált barátokkal – akiknek szintén megvan a Trilogy egyik példánya – a WiiConnect24 által, ami használja a Wii saját 16-jegyű számát, mint külön Barát Kód. A mentési adatot a Corruption eredeti változatából nem lehet átvinni a Trilogy változatba. Az összeállítás szintén tartalmazza az Echoes többjátékos módját, ami egy négy-játékosú helyi játék, de nem lehet online játszani. A játékosok és a kritikusok panaszait figyelembe véve az Echoes bizonyos boss harcainak nehézségi szintjét lejjebb vitték. A három játék egy új egyesített start menüből érhetőek el, ahol van az Echoes többjátékos módjához egy külön hozzáférés, valamint menü az extrákhoz és más beállításokhoz.

## Fejlesztés
2004-ben, amikor a Retro Studios befejezte az Echoest, a vezető producer Bryan Walker azt javasolta a stúdió elnökének, Michael Kelbaughnak, hogy „csináljunk valamit a rajongóknak azzal, hogy minden játékot belerakunk egy egylemezes gyűjtői ’trilógia’ kiadásba”. Kelbaugh elkülde az javaslatot a Nintendonak, amit a társaság elfogadott. Az összeállítás fejlesztése röviddel a Corruption kiadása előtt kezdődött meg, és a Retro Studiosnak csak kevés munkatársa dolgozott rajta, mert többiek elfoglaltak voltak a Donkey Kong Country Returnsszal. A Prime sorozat producere Tanabe Kenszuke megkérte személyzetet, hogy oldják meg a legtöbb glitch-et a Trilogy kiadására, hogy megakadályozzák a szekvencia töréseket.
Walker úgy tekintett az összeállításra, mint „egy majdnem hallatlan lehetőségre arra, hogy vegyél valamit, amit már kiadtak, de jobb”. Vezető tervező Mike Wikan azt mondta, hogy a legtöbb hozzáadott tartalom kifinomult változások voltak, mint például a motor korszerűsítése az állandó képsebességért, rövidebb töltési idő és nagyobb felbontású textúrák. A Prime-ba „light bloom” effektek kerültek, míg az Echoesnak nehézséget lejjebb vitték, hogy „hozzáférhetőbbé tegyék azoknak, akik valóban meg lettek félemlítve kezdetben”. A Corruptionnak pedig a kódot megvizsgálták, hogy találjanak módot, hogy gyorsabban fusson, és jobb legyen, mint az eredeti Wii-s kiadás. A változtatások mellett a Prime eredeti változatból a részecske és víz csobogási effekteket lecsökkentették, valamint a Corruptionben Dane admirális „Damn” (káromkodás) szavát az eredeti kiadásból kicserélték „No”-ra.

## Kiadás
2008. október 2-án a Nintendo bemutatta a New Play Control!-t, a GameCube portok sorozatát, aminek a japán változatába belekerült az Prime és az Echoes. 2009 májusában a Nintendo bejelentette, hogy mind a három játékot egybecsomagolják egy egylemezes összeállításban nemzetközileg. A Metroid Prime: Trilogyt Észak-Amerikában 2009. augusztus 24-én adták ki, egy acél-könyvtartóban egybecsomagolva egy „art booklet”el. A következő hónapban kiadott európai kiadás szintén tartalmazta az „art booklet”et, de az ausztrál kiadás, ami októberben jött ki, csak egyszerűen a játék egy fémes kartontokban volt. 2010. január 8-án azt jelentették, hogy a Nintendo of America már nem gyárt vagy szállít le több példányt a Metroid Prime: Trilogyból, és állítva azt, hogy a játékosok még mindig találhatnak használt példányt a Trilogyból a videójáték-boltokban. 2010. január 11-én azt jelentették, hogy a Nintendo Australia szintén kivonta a forgalomból a játékot. A Nintendo of America bejelentését követően a Nintendo of Europe biztosította, hogy a játékot nem fogják kivonni a forgalomból a régiójukban.
2011 áprilisában a Trilogy egy példányát – a Retro Studios munkatársai és Tanabe aláírásával – elárverezték és a bevétel 100 százalékát eladományozták a 2011-es tóhokui földrengés és cunami segédakcióinak. 2013 augusztusában a játékkereskedő GameStop beszerzett egy jelentős mennyiségű használt példányát a Metroid Prime: Trilogynek és a Xenoblade Chroniclesnek zsugorfólia nélkül. A kereskedő állította, hogy a Trilogyt meg lehet venni a weboldalukról, mint egy „vintage” játék 84,99 amerikai dollárért, ami a kereslet és a kínálat által vezérelt piaci érték alapján magasabb ár. Annak ellenére, hogy Kelbaugh azt állította a 2011-es Game Developers Conference-n, hogy a stúdió nem tervezi újra kiadni a Metroid Prime: Trilogyt, 2015 januárjában a Nintendo bejelentette, hogy az összeállítást újra kiadják a Wii U Nintendo eShopjában. Észak-Amerikában és Európában 2015. január 29-én adták ki, míg Ausztráliában és Új-Zélandon pedig január 30-án jött ki.

### Technikai problémák
A Metroid Prime: Trilogyt egy kétrétegű lemezen adták ki, hogy mind a három játék elférhessen egyetlen egy lemezen. A Nintendo of America azt állította, hogy bizonyos Wii konzolok nehezen olvashatják a nagy-sűrűségű softvert a szennyezett lézerlencsék miatt. Egy ponton a Nintendo felajánlott egy ingyenes javítást, azoknak akik tapasztalták ezt a problémát.

## Fogadtatás
| Összegzőoldal | Értékelés           |
| ------------- | ------------------- |
| GameRankings  | 92.35% (34 kritika) |
| Metacritic    | 91/100 (48 kritika) |

| Szerző        | Értékelés |
| ------------- | --------- |
| 1Up.com       | B+        |
| Edge          | 8/10      |
| Eurogamer     | 9/10      |
| Game Informer | 9/10      |
| GamePro       | [ 4 ]     |
| GameSpy       | [ 6 ]     |
| GamesRadar+   | 9/10      |
| IGN           | 9.5/10    |
| ONM           | 94%       |
| PC Guru       | 90%       |
| NGamer        | 9.1/10    |

A Metroid Prime: Trilogy kritikai elismerésnek örvendett. A GameSpy Phil Theobaldja dicsérte, hogy az összeállítás nem más mint három nagyszerű játék egy áráért. Matt Casamassina az IGN-től a Trilogynek 9,5 pontot adott a 10-ből, idézve „fantasztikus játékmenet”et és a „briliáns prezentációs értéket”, miközben Martin Kitts az NGamer UK-től bókolt az eredmény-rendszer hozzáadásához, és mondta, hogy a csomagnak jó pénzértéke van, mondván „nagymennyiségű játékmenet fontonként”. Az Eurogamer Kristan Reedje azt gondolta, hogy az új megvalósítások vonzóvá teszik az új és a régi rajongóknak, és kijelentette, hogy „a SNES éra Super Mario All Starsja óta sem élt a Nintendo azzal a lehetőséggel, hogy egyesítse az egyik nagy sorozatát ilyen nagyszerű módon”. A 1Up.com Jeremy Perish-jének tetszett az új irányítási rendszer kivitelezése állítván azt, hogy „a Wii Remote kitűnő pontossága miatt nagyon megéri újra látni a régi játékokat”.
Ugyanakkor az összeállítás kritizálás tárgya is volt. A GamePro Ashley Schoellerje azt mondta, hogy grafikailag „a játékok egy kissé elavultnak tűnnek” és arra panaszkodott, hogy a HUD „képen kívül” van ahhoz, hogy illjen a széles-képernyőhöz. Az Official Nintendo Magazine Fred Duttonja azt mondta, hogy a Prime és a Echoes bizonyos aspektusai elavultak, mondván a visszaléptetés „inkább házimunkának érződik, mint hét évvel ezelőtt” valamint, hogy „nem amíg az [Echoes] belép az utolsó harmadba, amikor kezdenek a dolgok felgyorsulni”. A GamesRadar azt fontolta, hogy az „eredmények” túl drágák, és a három játék közötti hasonlóság „a déjá vu elkerülhetetlen érzését” adja. Az Edge megjegyezte, hogy az irányítási rendszer nem igazán innovatív, valamint az Echoes és a Corruption „a grafikai cifrázatnak kedvezett az innovatív dizájn felett”. Habár Ben Reeves a Game Informertől dicsérte a játékot, a „második opció” kritikusa Adam Biessener az összeállítást „közel párhuzamos”nak találta, mondván hiányzott az innováció valamint a Wii irányítási rendszere, különösen a célzás és a pásztázás „a GameCube címek hagyományos irányítási rendszeréhez képest gyengébb, minden módon”.
Az IGN a 25 legjobb Wii Játékok listáján a Metroid Prime: Trilogyt a harmadik (2011-ben) és a negyedik (2012-ben) helyre rangsorolta. Bob Mackey az 1Up.com-tól a Trilogyt listázta „A legnehezebben megtalálható nagyszerű művek” között, megjegyezvén, hogy „feltűnően alacsony mennyiségben árulták; találni egy példányt a vadonban nehéznek bizonyul, és az eBay árak gyakran elérik a 100 dollárt.”

## Fordítás
- Ez a szócikk részben vagy egészben  a   Metroid_Prime:_Trilogy című angol Wikipédia-szócikk fordításán alapul.  Az eredeti cikk szerkesztőit annak laptörténete sorolja fel. Ez a jelzés csupán a megfogalmazás eredetét és a szerzői jogokat jelzi, nem szolgál a cikkben szereplő információk forrásmegjelöléseként.